# Sint-Rochuskapel (Heythuysen)
De Sint-Rochuskapel is een kapel in Heythuysen in de Nederlandse gemeente Leudal. De kapel staat aan de straat Aan de Watermolen ten zuidoosten van het dorp.
De kapel is gewijd aan de heilige Rochus van Montpellier.

## Geschiedenis
Tot omstreeks 1850 stond hier een Sint-Annakapel.
Rond het midden van de 19e eeuw werd de Sint-Rochuskapel gebouwd. Dat men er voor koos de kapel aan de heilige Rochus te wijden is niet precies duidelijk, maar verwijst mogelijk naar de uitbraak van een besmettelijke ziekte.
In 1970 was de kapel in vervallen toestand en werd ze afgebroken. De kapel werd door buurtbewoners erg gemist en daarom in 1973 herbouwd.

## Gebouw
De bakstenen kapel is opgetrokken op een rechthoekig grondplan en wordt gedekt door een zadeldak met leien. De frontgevel loopt aan de zijkanten naar onderen toe breed uit. In de frontgevel bevindt zich de rondboogvormige toegang die wordt afgesloten met een halfhoog ijzeren hek waarin de tekst ST ROCHUS is aangebracht.
Van binnen is de kapel uitgevoerd in baksteen onder een tongewelf. Op de achterwand is een houten blad bevestigd met daarop een houten kastje die aan de voorzijde wordt afgesloten met vier ijzeren tralies. In deze nis is het houten heiligenbeeld geplaatst en toont de bebaarde heilige Rochus in een tuniek met laarzen, terwijl hij met zijn linkerhand zijn gewaad optilt om een pestwond te tonen. Naast hem staan een engeltje en een hond.